# Fort Anké
 (mai 2019).

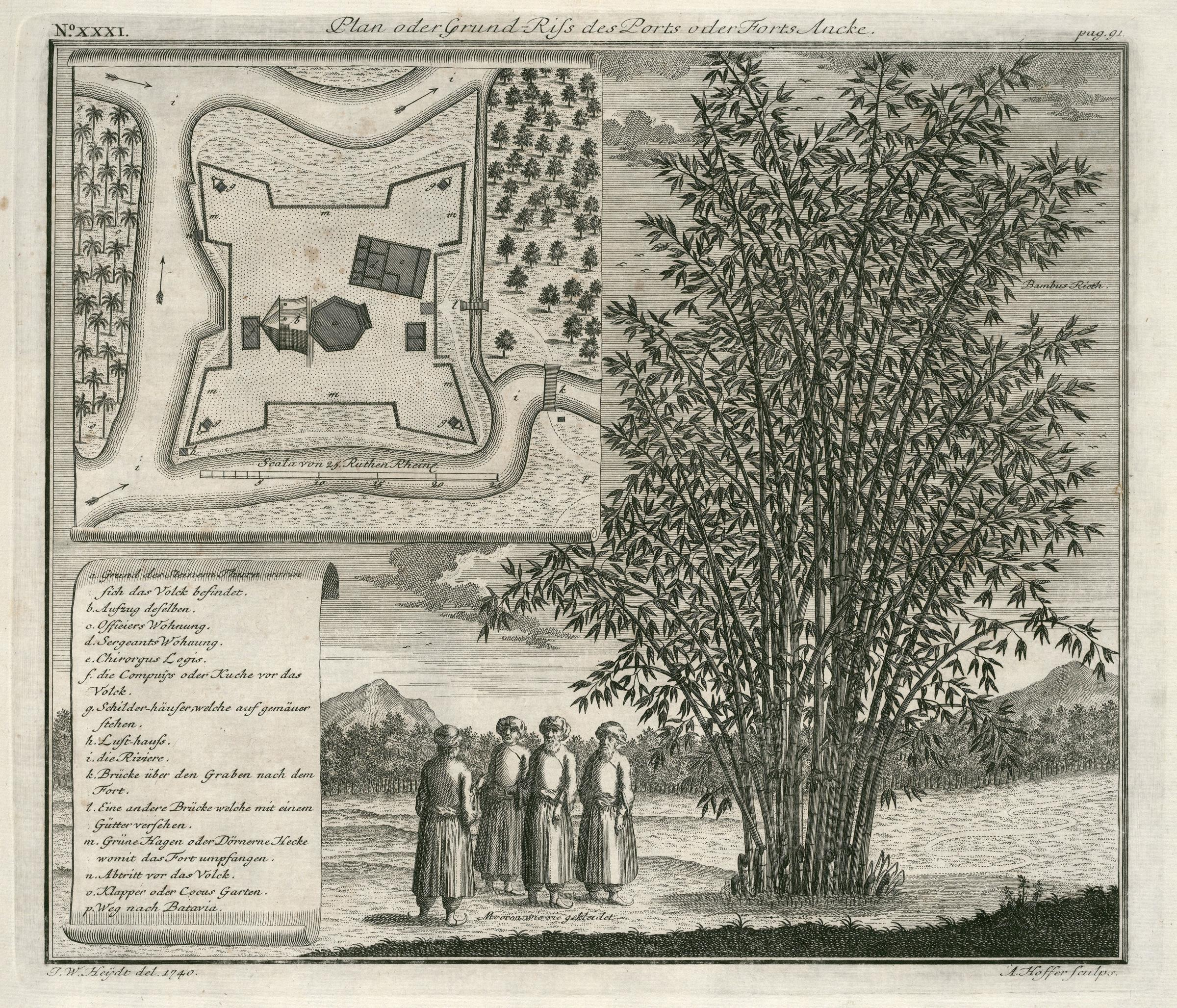
Plan de fort Anké (1740)

Le fort Anké était situé dans l'actuel Jakarta-Nord à l'époque des Indes orientales néerlandaises. Il a été construit en 1657 par la Compagnie néerlandaise des Indes orientales le long de la rivière du même nom.